# Фолклорна формация „Македонка“
Фолклорна формация „Македонка“ е сформирана през 2000 година по идея на Вера Александрова към клуба на ВМРО „Вардарско слънце“, Несебър. Влиза в състава на Народно читалище „Яна Лъскова – 1905“ в Несебър през 2003 г.
Първият концерт на групата е на 18 март 2000 г. в несъществуаващия вече ресторант „Сезони“ в Несебър. Групата прераства във фолклорна формация през 2003 г. Формацията завоюва 1-во място на Международния фолклорен фестивал „Малешево пее и танцува“ през 2014 г.